# Mazda Speed6
O Mazda Speed6 (conhecido como Mazda Speed Atenza no Japão e Mazda 6 MPS na Europa e Austrália) é uma carro de alto desempenho fabricado pela Mazda. Apresenta um motor turboalimentado 2.3 e este motor está em conformidade com as normas de emissões da Europa.